# Trogonophis wiegmanni
Trogonophis wiegmanni är en masködleart som beskrevs av  Johann Jakob Kaup 1830. Trogonophis wiegmanni är ensam i släktet Trogonophis som ingår i familjen Trogonophidae. IUCN kategoriserar arten globalt som livskraftig.
Arten förekommer i norra Afrika från Marocko till Tunisien. Den lever även på några spanska öar i närheten. Habitatet varierar mellan skogar, gräsmarker, odlade områden och sandiga landskap med glest fördelad växtlighet. Trogonophis wiegmanni når i bergstrakter 1900 meter över havet. Honan föder 2 till 5 levande ungar (vivipari) efter varje parning.

## Underarter
Arten delas in i följande underarter:
- T. w. wiegmanni
- T. w. elegans